# Cathédrale Saint-Josaphat d'Edmonton
La cathédrale Saint-Josaphat est le siège de l'éparchie d'Edmonton qui constitue un diocèse de l'église grecque-catholique ukrainienne. Elle est l'un des meilleurs exemples d'église byzantine au Canada. Elle comprend 18 lots urbains du quartier de McCauley à Edmonton. Elle a été reconnue ressource historique provinciale de l'Alberta pour ses sept dômes, son portique, et ses briques rouges décorées de colonnes plus sombres et de ses croix crèmes.

## Histoire

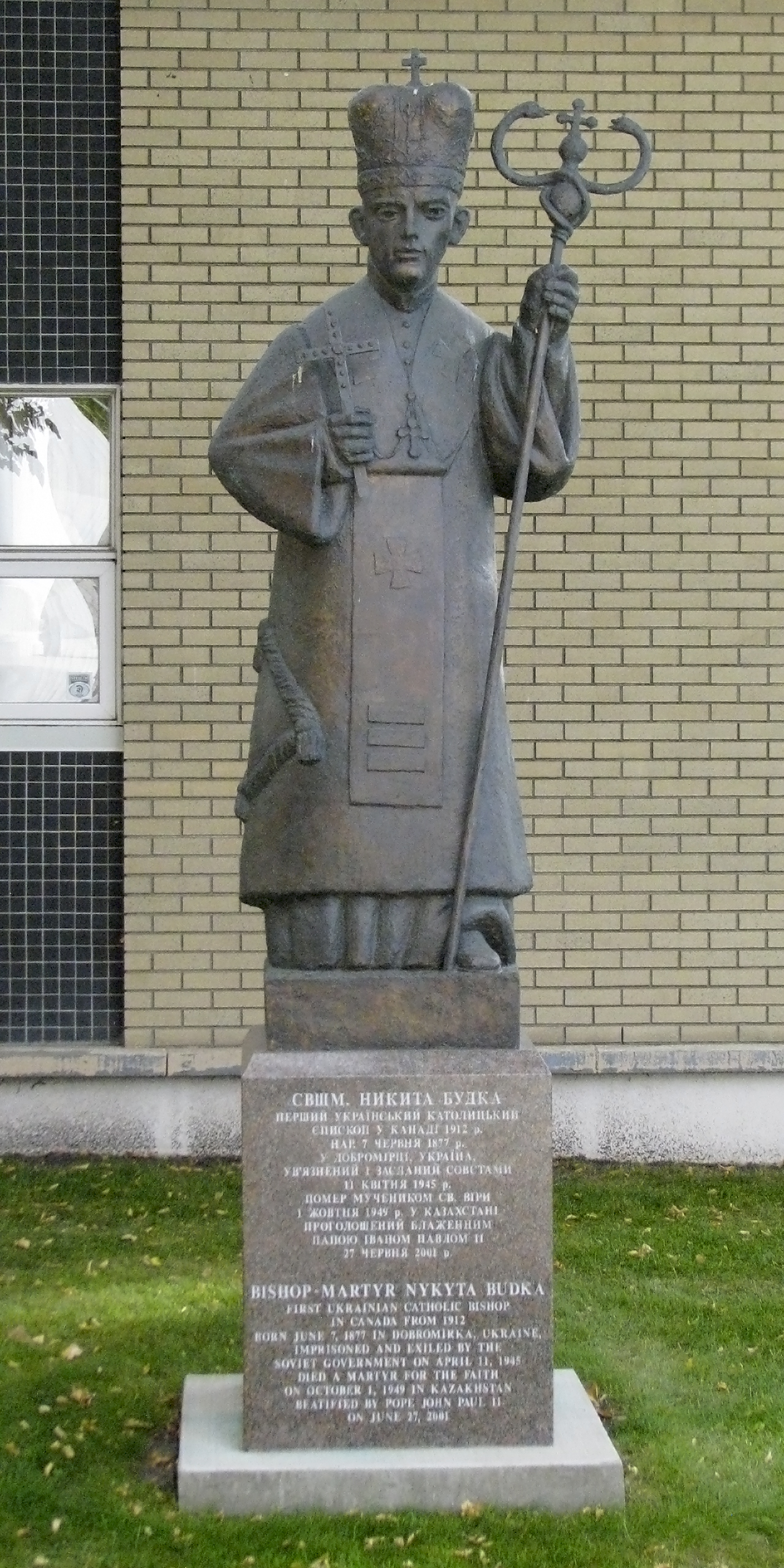
Statue de Nicétas Budka.

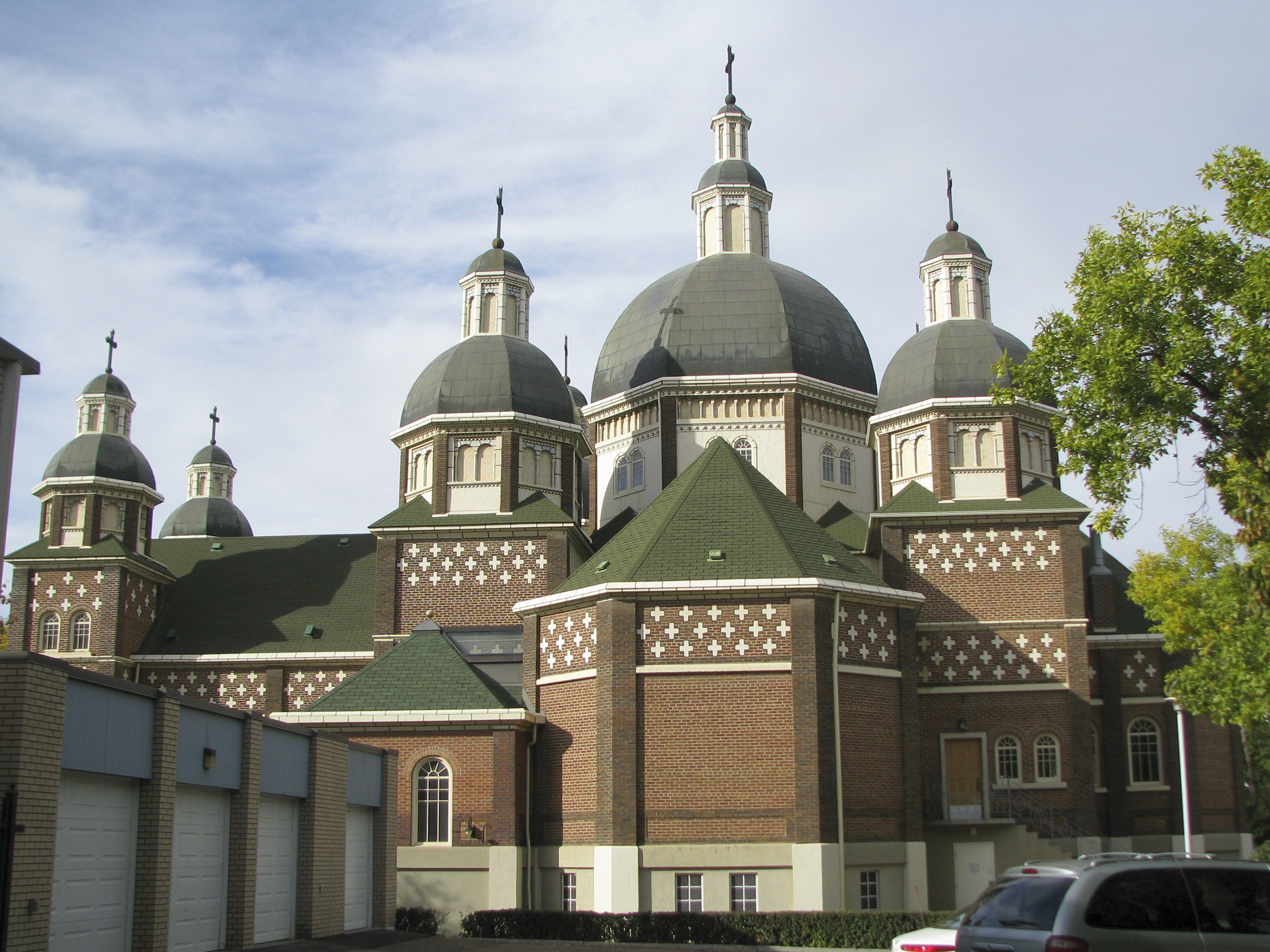
Façade latérale.

La paroisse a été établie en 1902 par la congrégation de Saint Basile sans lieu de culte désigné. Une première église de bois a été construite par l'abbé Sozont Dydyk.
L'église actuelle a été dessinée par Philip Ruh (en), un missionnaire des Oblats de Marie-Immaculée né en Alsace-Lorraine. Il a étudié l'architecture byzantine de l'Ukraine dans le but de construire une église acceptable pour les paroissiens. Ses dessins on marié le baroque ukrainien avec des styles occidentaux pour créer un style particulier que les canadiens vont surnommer les « cathédrale des Prairies ». La cathédrale est considérée comme l'une des églises ukrainiennes les plus élaborées de l'Alberta et l'un des meilleurs exemples de l'architecture ukraino-canadienne.
La construction a duré de 1939 à 1946. Dès la fin de sa construction, Edmonton a été sélectionné pour établir le nouvel exarchat pour l'Alberta et la Colombie-Britannique. Le premier évêque nommé est Neil Nicholas Savaryn.
La décoration intérieure a débuté en 1951 sous les ordres du professeur Julian Bucmaniuk, un muraliste reconnu. En 1968, une iconostase a été ajoutée. L'église a finalement été classée ressource historique provinciale le 4 août 1983.

## Source
- (en) Cet article est partiellement ou en totalité issu de l’article de Wikipédia en anglais intitulé « St. Josaphat Cathedral » (voir la liste des auteurs).